# Тјепличка (Спишка Нова Вес)
Тјепличка (слч. Teplička) насељено је мјесто са административним статусом сеоске општине (слч. obec) у округу Спишка Нова Вес, у Кошичком крају, Словачка Република.

## Становништво
| Година:    | 1994. | 2004.   | 2014.   | 2024.   |
| ---------- | ----- | ------- | ------- | ------- |
| Број људи: | 1050  | 1116    | 1155    | 1123    |
| Разлика:   |       | +6,28 % | +3,49 % | -2,77 % |

| Година:    | 2023. | 2024.   |
| ---------- | ----- | ------- |
| Број људи: | 1139  | 1123    |
| Разлика:   |       | -1,40 % |

Према подацима о броју становника из 2011. године насеље је имало 1.168 становника.